# Émile Burgault
Émile Burgault Jean Baptiste Hippolyte Patient, né le 11 septembre 1808 à Saint-Jacques-de-la-Lande en Ille-et-Vilaine et décédé le 19 novembre 1891 à Muzillac dans le Morbihan, est un homme politique français. Avocat de formation, il est maire de Vannes (Morbihan) à trois reprises de 1846 à 1848, de 1870 à 1872 et de 1878 à 1888. 

## Vie privée
Il épouse Marie-Louise Aimée Cropp (1831-1874) le 20 juin 1860 à Quimper. De cette union naissent trois enfants :
- Émile Burgault (14 avril 1861 – 18 juillet 1893),
- Marie Burgault  (8 mai 1862 - ?)
- Charles Burgault (18 mai 1866 – 28 août 1887)

## Distinctions
- Officier de la Légion d'honneur (1886)[1]
- Officier de l'Instruction publique